# Sue Lyon
Suellyn „Sue“ Lyon (* 10. Juli 1946 in Davenport, Iowa; † 26. Dezember 2019 in Los Angeles, Kalifornien) war eine US-amerikanische Filmschauspielerin. Einem breiten Publikum bekannt wurde sie durch die Titelrolle in Stanley Kubricks Literaturverfilmung Lolita (1962), für die sie einen Golden Globe erhielt.

## Leben und Werk
Sue Lyon war 14 Jahre alt, als sie als Kinderdarstellerin für einen der am hitzigsten diskutierten Filme der frühen 1960er Jahre entdeckt und besetzt wurde. Zuvor hatte sie nur ein paar kleinere Fernsehrollen, unter anderem in der Fernsehshow von Loretta Young, gespielt. Sie spielte die Titelrolle in Lolita unter der Regie von Stanley Kubrick. Der Film basiert auf der gleichnamigen literarischen Vorlage von Vladimir Nabokov, in dem es um die obsessive Liebe eines Mannes zu einem Mädchen geht. Wegen der strikten Anwendung der US-amerikanischen Altersfreigabebestimmungen durfte die knapp 16-Jährige am 13. Juni 1962 nicht die Premiere von Lolita besuchen. Dies konnte aber nicht verhindern, dass ihre Darstellung der Dolores „Lolita“ Haze mit einem Golden Globe als beste Nachwuchsdarstellerin ausgezeichnet wurde und dass sie sich als Schauspielerin damit einen Namen gemacht hatte.
Passend zu ihrem sprichwörtlich gewordenen Lolita-Image wurde sie in einem weiteren Film als nymphomanischer Teenager besetzt. In Die Nacht des Leguan (1964) von John Huston hatte sie es auf einen von Richard Burton gespielten ehemaligen Geistlichen abgesehen. Für damalige Verhältnisse ebenfalls gewagt war ihre Rolle in John Fords letztem Kinoprojekt Sieben Frauen (1966), in dem sie als Pfarrerstochter für eine lesbische Ärztin zum Objekt der Begierde wird.
Die genannten Filme markieren aber bereits die Höhepunkte in Sue Lyons Karriere. Für öffentliche Aufmerksamkeit sorgte sie in den folgenden Jahren vor allem mit Details aus ihrem Privatleben. Die erste Ehe mit Hampton Fancher, dem späteren Co-Drehbuchautor von Blade Runner, war nur von kurzer Dauer. Vor dem Hintergrund der seinerzeit noch offen ausgesprochenen Ressentiments war ihre zweite Ehe mit dem afroamerikanischen Fotografen Roland Harrison derart umstritten, dass das Paar nach Spanien auswanderte. Für Schlagzeilen sorgte auch ihre dritte und ebenfalls nach kurzer Zeit geschiedene Ehe mit dem wegen Mordes einsitzenden Cotton Adamson. Lyon räumte später ein, dass insbesondere die Ehe mit Adamson ihrer Filmkarriere geschadet habe, da Produzenten sie nicht mehr besetzen wollten.
In den 1970ern wirkte Sue Lyon noch in einigen unbedeutenden Film- und TV-Produktionen mit, hauptsächlich in den Genres Thriller, Horror und Mystery. 1980 stand sie zuletzt vor der Kamera. Von 1985 bis 2002 war sie in fünfter Ehe mit Richard Rudman verheiratet. In den Jahrzehnten vor ihrem Tod lebte sie zurückgezogen und vermied Interviews. Sue Lyon starb am 26. Dezember 2019 nach längerer Krankheit im Alter von 73 Jahren. Sie hinterließ ihre Tochter Nona aus der Ehe mit Harrison.

## Filmografie
- 1959: Ihr Star Loretta Young (Letter to Loretta, Fernsehserie, Episode: „Alien Love“) – noch als ‘Suellyn Lyon’
- 1960: Dennis, Geschichten eines Lausbuben (Dennis the Menace, Fernsehserie, eine Episode)
- 1962: Lolita
- 1964: Die Nacht des Leguan (The Night of the Iguana)
- 1965: Sieben Frauen (Seven Women)
- 1966: Der tolle Mr. Flim-Flam (The Flim-Flam Man)
- 1967: Der Schnüffler (Tony Rome)
- 1968: Four Rode Out
- 1969: Arsenic and Old Lace (Fernsehfilm)
- 1969: Love, American Style (Fernsehserie, Episode: „Love and the Bed“)
- 1970: But I Don’t Want to Get Married (Fernsehfilm)
- 1970: Die Leute von der Shiloh Ranch (Fernsehserie, Episode: „Experiment at New Life“)
- 1970: Evel Knievel
- 1971: Das Wort hat die Verteidigung (Fernsehserie, Episode: „Eine lange Nacht“)
- 1971: Rod Serling’s Night Gallery (Fernsehserie, Episode: „Miss Lovecraft Sent Me“)
- 1972: Dead Angel (Una gota de sangre para morir amando)
- 1973: Der Teufel mischt die Karten (Tarots)
- 1974: Love, American Style (Fernsehserie, Episode: „Love and the Extra Job“)
- 1976: Smash-Up on Interstate 5 (Fernsehfilm)
- 1976: Draculas Todesrennen (Crash)
- 1976: Das Ende der Welt (End of the World)
- 1977: Towing/Who Stole My Wheels?
- 1977: Don’t Push, I’ll Charge When I’m Ready (Fernsehfilm)
- 1978: Fantasy Island (Fernsehserie, Episode: „Perfektes Glück“)
- 1978: Police Story (Fernsehserie, Episode: „River of Promises“)
- 1978: The Transformer (The Astral Factor)
- 1980: Der Horror-Alligator (Alligator)

## Auszeichnungen
- 1963: Golden Globe Award in der Kategorie Beste Nachwuchsdarstellerin (zusammen mit Patty Duke und Rita Tushingham)
- 1963: Nominierung für den Laurel Award als Beste Nachwuchsdarstellerin